# 超級無敵獎門人之再戰江湖
《超級無敵獎門人再戰江湖》（英語：Movie Buff Championship (Sr. 2)）是香港無綫電視自1997年起播出的遊戲節目，「獎門人」、配搭兩位「獎老」，分別為「掌門人」和「長老」諧音。由曾志偉，率領錢嘉樂、林曉峰主持。內容充滿低俗惡整性質、主持服裝造型荒誕，旨在娛樂現場與家庭觀眾之餘，致力發掘可用於派對遊戲。每集邀請藝人嘉賓分隊比賽贏取獎品，過程往往不顧形象狼狽奮身，甚至弄到滿臉忌廉，讓觀眾捧腹大笑。

## 節目資料
- 播出期間：1997年5月28日至1997年11月5日（逢星期三晚上）
- 主持：曾志偉、林曉峰、錢嘉樂
- 集數：23
- 曾出現遊戲：超級無敵食蛋卷、超級無敵夾死你、超級無敵彈彈吓、超級無敵排排坐、超級無敵唱衰你、超級無敵兵乓波、超級無敵估歌仔、超級無敵BUMP BUMP波、超級無敵箍橡筋、超級無敵射飛鏢、超級無敵飛拖鞋、超級無敵撞大板、超級無敵大電視、超級無敵畫公仔、超級無敵數金魚、超級無敵馬拉松
超級無敵瘋狂水運會： 超級無敵夾死你、超級無敵包剪揼、超級無敵撞大板、超級無敵排排坐、超級無敵作古仔、超級無敵質蛋糕、超級無敵推車仔、超級無敵神仙索
- 翡翠台於2017年2月26日至4月2日，重播此輯節目，但只重播了其中5集，包括第1、7、8、9和15集。

## 歌曲
- 主題曲：嘩
  - 作曲：唐奕聰、雷頌德、鄧建明
  - 填詞：黃偉文
  - 編曲：唐奕聰
  - 主唱：曾志偉
  - 提供：正東唱片有限公司（CD：《正碟》、《正東6週年》）
  - 頭歌詞類似打開天空
- 插曲：十分過癮個癮呀（超級無敵馬拉松版）
  - 作曲、編曲：雷頌德
  - 填詞：黎文卓
  - 主唱：曾志偉
  - 提供：正東唱片有限公司（CD：《正吹東風》）

## 外部連結
- 超級無敵獎門人再戰江湖 myTVSuper （页面存档备份，存于）